# Regia Aeronautica

Výsostné označení užívané v letech 1923–1935 a opět v letech 1943–1946 na křídlech a na bocích trupu v letech 1923–1926 a opět od roku 1943.

Stemma Sabaudo – erb Savojské dynastie, v podobě používané jako součást výsostného označení letadel na svislých ocasních plochách.

Regia Aeronautica (česky Královské letectvo) bylo vojenské letectvo Italského království existující mezi lety 1923 a 1946. Po vzniku nynější Italské republiky bylo nahrazeno současným letectvem nazývaným Aeronautica Militare.

## Historie

### Předchůdci
Vojenské využití letectví mělo v Itálii dlouhou tradici, počínaje vznikem oddělení upoutaných pozorovacích balónů Servizio Aeronautico u 3. ženijního pluku italské armády v roce 1884. Počátkem 20. století byla Itálie na špici ve vojenském využití letadel těžších vzduchu, jak v rovině praktické, kdy v italsko-turecké válce italští letci provedli historicky první průzkumný, fotoprůzkumný a bombardovací let, tak v rovině teoretické, kde vzniká první pojednání o významu letectva ve válce, radikální Il dominio dell'aria G. Douheta.
27. června 1912 se Servizio Aeronautico, zahrnující Battaglione Specialisti (vybavený upoutanými balóny a řiditelnými vzducholoděmi) a Battaglione Aviatori (vybavený letadly), osamostatňuje jako zvláštní druh zbraně, ačkoliv stále podléhá Direzione Generale Genio ed Artiglieria (Velitelství ženijního vojska a dělostřelectva). V roce 1915 se z něj stává autonomní součást Regio Esercito pod názvem Corpo Aeronautico Militare. Pod tímto názvem se také účastní první světové války, spolu s leteckou složkou námořnictva Sezione Aeronautica della Marina, oficiálně ustavenou v květnu 1913.

### Nezávislé letectvo

Křídelní výsostné označení používané v letech 1935–1943. Alternativně se vyskytovalo i provedení v opačných barvách, zejména na spodní ploše křídel

Regia Aeronautica vznikla jako samostatná složka italských ozbrojených sil 23. března 1923 na základě královského dekretu č. 645.
V meziválečném období byla Regia Aeronautica obecně pokládána za jedno z předních letectev světa, což byl dojem vytvořený jak propagandou fašistického režimu, tak i skutečnými úspěchy dosaženými některými jednotlivci nebo elitními skupinami (počáteční úspěchy vzducholodí Umberto Nobileho, dálkové skupinové přelety Italo Balba, úspěchy italských letadel a pilotů ve Schneiderově poháru), které však neměly vypovídací hodnotu o italském letectvu a leteckém průmyslu jako celku.
Po zapojení Itálie do druhé světové války se ukázaly dosud skryté nedostatky, na jejím počátku to byla zejména nízká technická vyspělost italských letadel oproti strojům protivníka, a později nedostatečná schopnost italského průmyslu vyrábět letadla v dostatečném počtu.

### Bojová vystoupení v období mezi světovými válkami

Znak letadel Regia Aeronautica používaný na trupech letadel v letech 1936–1943.

Regia Aeronautica byla v období třicátých let nejen nástrojem fašistické propagandy, ale sloužila také k prosazování mocenských ambic Benita Mussoliniho v několika ozbrojených konfliktech v období mezi dvěma světovými válkami. Nejdůležitějším konfliktem, jehož se zúčastnila, je pak druhá světová válka.

#### Italská agrese proti Habeši
Při napadení Habeše (nynější Etiopie) nenarazilo italské letectvo na podstatnější soustavný odpor, ani ve vzduchu ani ze strany pozemní protiletadlové obrany, a proto v konfliktu navenek působilo dojmem značné síly. Tento dojem ještě podpořila následná propaganda.
Přesto však nelze popřít přínos Regia Aeronautica k italskému vítězství nad technicky málo rozvinutou zemí, v neposlední řadě i díky rozprašování zakázaných chemických bojových látek – yperitu a fosgenu, a kobercovému bombardování etiopských měst.

#### Španělská občanská válka
Na podporu vzbouřenců proti vládě v občanské válce ve Španělsku vyslala Itálie nejen pozemní vojska v rámci tzv. Corpo Truppe Volontarie, ale i leteckou jednotku, nazvanou Aviazione Legionaria.
Bojů se tato formace účastnila od července 1936 do března 1939.
Početně tvořilo Aviazione Legionario větší část zahraniční ozbrojené pomoci, jíž se protivládním povstalcům dostalo, a přispělo značnou měrou k jejich vítězství. (Německá Legion Condor sice disponovala kvalitnějšími typy letadel, ale početně byly její síly slabší. Italské stíhačky a bombardéry tak představovaly základ leteckých sil povstalců.)

### Druhá světová válka
Poté, co vypukla druhá světová válka, Itálie, vázaná spojenectvím s nacistickým Německem vyhlásila 10. června 1940 válku Velké Británii a Francii. Později vstoupila také do války proti SSSR a USA.

#### Západní Evropa
Regia Aeronautica se do války zprvu zapojila operacemi proti Francii, probíhajícími v oblasti okolo společné hranice v Alpách a nálety na Korsiku.
Neúspěchem a brzkým stažením z bojů skončilo vyslání Corpo Aereo Italiano do bitvy o Británii, kde měl tento sbor bojovat po boku Luftwaffe.

#### Sovětský svaz
Do bojů na východní frontě Itálie vyslala zprvu armádní sbor Corpo di Spedizione Italiano in Russia, podporovaný leteckým Corpo Aereo Spedizione in Russia. Bojů na východní frontě se italské letecké síly účastnily mezi srpnem 1941 a lednem 1943.

#### Středomoří a Afrika
Těžištěm italského bojového působení však od samého počátku války byly boje ve Středomoří a v Africe, kde italské letectvo po déle než tři roky odolávalo materiální i početní převaze protivníků.
Od počátku války poskytovalo podporu italským konvojům do severní Afriky, a snažilo se eliminovat síly Royal Navy ve Středozemním moři.
Italské letectvo také poskytovalo vzdušnou podporu italským silám bojujícím v severní Africe, východní Africe, a při útoku na Řecko a později i Jugoslávii.
V rámci bojů o nadvládu nad Středozemním mořem se účastnilo i bombardování Malty.
Všechny síly Osy ve Středomoří však nebyly schopny zabránit převaze protivníků, a brzy se ukázala kvalitativní i kvantitativní převaha Royal Air Force a United States Army Air Forces.
Regia Aeronautica tak nebyla s postupující dobou schopna znemožnit, nebo podstatně ztížit ani postup spojeneckých sil, například vylodění na Sicílii, ani stupňující se nálety na italská města.

#### Příměří
Pod neustálým tlakem, zemí ohrožovanou stále silnějšími nálety RAF a USAAF, a čelící přímé hrozbě spojeneckého vylodění, aniž by byla schopna zajistit obranu nyní již vyčerpanými silami, došlo ke svržení Benita Mussoliniho, a nově vzniklá vláda vedená maršálem Badogliem se rozhodla uzavřít příměří se Spojenci. To se stalo účinným 8. září 1943.

#### Aviazione Cobelligerante
Po uzavření příměří se Spojenci, početně omezené jednotky Regia Aeronautica bojovaly proti svému dřívějšímu německému spojenci, kterému italská vláda vyhlásila 13. října 1943 válku, poté, co Německo odmítlo stáhnout své vojenské jednotky z italského území. Válečné operace nyní Regia Aeronautica prováděla především nad Balkánem a Jaderským mořem.

### Poválečné období
Poté, co italská monarchie zanikla, bylo od 18. června 1946 italské letectvo přejmenováno na Aeronautica Militare.

## Struktura a organizace
Politickým orgánem zodpovědným za řízení Regia Aeronautica (současně neslo odpovědnost i za civilní letectví) bylo ministerstvo letectví, funkci ministra letectví zastával Benito Mussolini od vzniku ministerstva až do svého pádu, mimo roky 1929–1933 kdy byl ministrem Italo Balbo. Po pádu fašismu v Itálii se stal ministrem dosavadní náčelník generálního štábu Regia Aeronautica Renato Sandalli. V dalších italských vládách pak již toto místo zastávali různí politikové. Odbornou odpovědnost za řízení resortu nesl stálý sottosegretario (podtajemník) ministerstva, který byl současně náčelníkem generálního štábu Regia Aeronautica. Vrchní velitelství letectva (Superaereo) bylo výkonným orgánem generálního štábu letectva vzniklým v červnu 1940, kterému byly podřízeny veškeré letecké jednotky a formace.
Základní organizační jednotkou Regia Aeronautica bylo Stormo (křídlo či letecký pluk), vybavené letouny shodného určení (stíhací, bombardovací, bitevní či průzkumné), složené ze dvou (v případě stíhacích jednotek někdy tří) Gruppo (skupin či perutí), z nichž každá se skládala ze tří (stíhací) či dvou (ostatní typy jednotek) letek (Squadriglia). Letka měla šest až devět operačních strojů, a letky sdružené v jedné Gruppo byly vyzbrojené shodným typem letadla, totéž platilo i o skupinách sdružených v jednom Stormi, ačkoliv ne vždy tak důsledně. Mimo strukturu Stormi existovaly i samostatné menší specializované (například průzkumné či transportní) jednotky, ať již skupiny či letky, přímo podřízené vyšším leteckým velitelstvím.
Území kontinentální Itálie bylo rozděleno mezi čtyři letecké oblasti či sbory (původně Zona Aerea Territoriale – ZAT – doslova územní letecká oblast, později Squadra Aerea – SA – doslova letecká eskadra, případně flota), jejichž velitelstvím (Squadra Aerea 1 – Milán, Squadra Aerea 2 – Palermo, po prosinci 1940 redislokována na severovýchod Itálie s velitelstvím v Padově, Squadra Aerea 3 – Řím, Squadra Aerea 4 – Bari) byly podřízeny letecké jednotky (Stormi a samostatná Gruppi či Squadriglie) v nich dislokované, sdružené dále do dvou či více leteckých divizí (Divisione Aerea), případně  brigád (Brigata Aerea), jakožto vyšších taktických formací.
Samostatná vyšší územní velitelství letectva (Comando Aeronautica) postavením a určením obdobná ZAT či SA, ale většinou s menším počtem jednotek, existovala i pro území italských koloniálních držav: Italská Libye – Comando Aeronautica della Libia, v roce 1940 přejmenované  na Squadra Aerea 5, s velitelstvím v Tripolisu, Comando Aeronautica Africa Orientale Italiana – pro území Italské Východní Afriky – velitelství v Addis Abeba (do r. 1936 existovala samostatná velitelství pro vzdušné síly v Eritreji a Somálsku);  zámořská či anektovaná území Itálie: Aeronautica della Sardegna – velitelství v Cagliari, Aeronautica della Sicilia – Palermo (po r. 1940), Aeronautica della Egeo – Rodi, Aeronautica della Albania – Tirana (od r. 1939); a za druhé světové války i velitelství pro jednotlivá území dočasně okupovaná italskými ozbrojenými silami (Aeronautica della Provence, Aeronautica della Tunisia, Aeronautica della Grecia).
Mimo tuto strukturu stály vyčleněné formace administrativně sice podřízené vrchnímu velení letectva (Superaereo) ale určené ke spolupráci s formacemi jak italské královské armády – Comando Superiore Aviazione Ausiliaria Regio Esercito, jejichž Gruppi a Squadriglie (převážně pozorovací a spojovací) byly takticky přímo podřízeny jednotkám pozemních vojsk, tak i námořnictva – Comando Superiore Aviazione Ausiliaria Regia Marina, zahrnující letadla operující nad mořem ze základen na pevnině, většinou průzkumné plovákové letouny a létající čluny, a Comando Aviazione Supermarina, zahrnující lehké průzkumné hydroplány operující z palub bitevních lodí a křižníků, pod přímou kontrolou vrchního velitelství (Supermarina) námořnictva.
Další samostatné velitelství Comando Servizi Aerei Speciali (speciální letecké služby) kontrolovalo letecké transportní jednotky, a v době druhé světové války mu bylo podřízeno i velitelství Nuclei Communicazioni, které převzalo vybavení, personál a provoz původně civilních aerolinek.
V období druhé světové války také byly vytvořeny dva expediční letecké svazky – Corpo Aereo Italiano, vyslané do bitvy o Británii, a Comando Aviazione Corpo di Spedizione Italiano in Russia vyslané na východní frontu, později rozšířené na Corpo Aereo Spedizione in Russia.

## Používané typy letadel

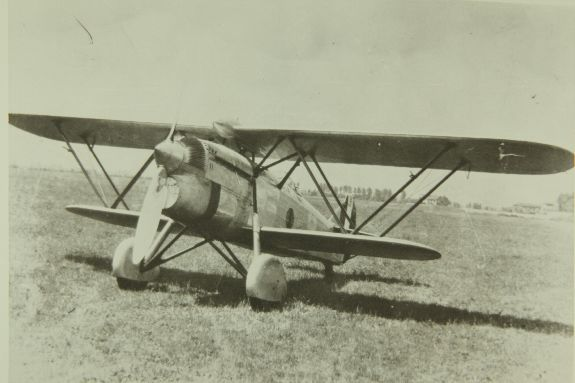
Fiat CR.32

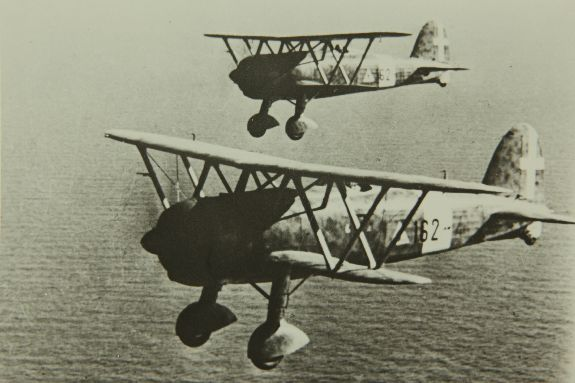
Fiat CR.42

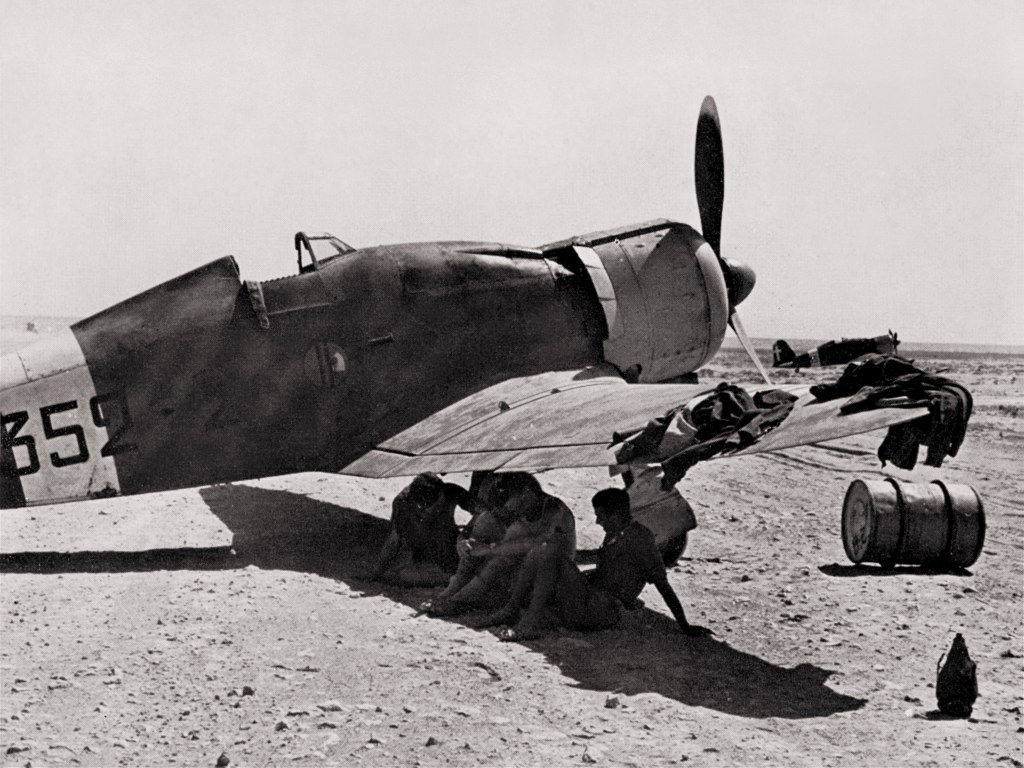
Fiat G.50

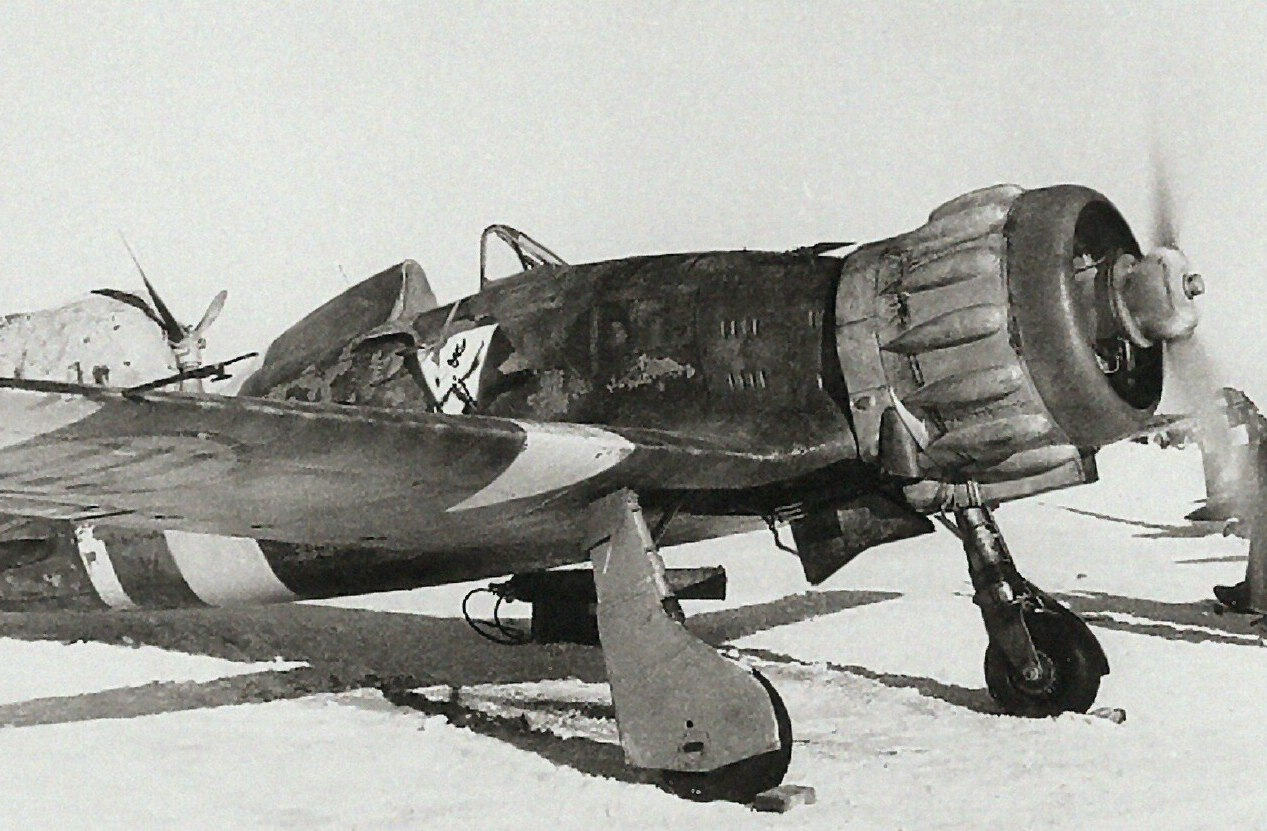
Macchi MC.200

### Stíhací letouny
- Fiat CR.20
- Fiat CR.32 Chirri
- Fiat CR.42 Falco
- Fiat G.50 Freccia
- Fiat G.55 Centauro
- Macchi MC.200 Saetta
- Macchi MC.202 Folgore
- Macchi MC.205 Veltro
- Reggiane Re.2000 Falco
- Reggiane Re.2001 Falco II
- Reggiane Re.2002 Ariete
- Reggiane Re.2005 Sagittario

#### Importované
- SPAD S.XIII – používán v době brzy po vzniku Regia Aeronautica k výcviku
- Messerschmitt Bf 109G – zakoupeny před 8. 9. 1943
- Dornier Do 217J (noční stíhačka) – před 8. 9. 1943
- Supermarine Spitfire – po vyhlášení války Německu
- Bell P-39 Airacobra – po vyhlášení války Německu

#### Kořistní
- Dewoitine D.520 – 46 kusů, užívaných k obraně letišť a pokračovacímu výcviku stíhacích pilotů

### Bombardéry
- Breda Ba.88 Lince
- Caproni Ca.4
- Caproni Ca.101
- Fiat BR.20 Cicogna
- Piaggio P.108
- Savoia-Marchetti SM.79 Sparviero
- Savoia-Marchetti SM.81 Pipistrello

#### Importované
- Junkers Ju 87 Picchiatello – používány od roku 1940
- Junkers Ju 88 – zakoupeny před 8. 9. 1943
- Martin Baltimore – dodány po roce 1943

### Zajímavé prototypy
- Caproni-Campini N.1

## Někteří významní příslušníci
- Italo Balbo
- Umberto Nobile